# Yanagorri
A Auñamendi, Yanagorri és el nom d'un geni associat a Mari. Tenia la seva residència al cim de la muntanya Auñamendi o Anie. Hi havia jardins meravellosos, i la poció feta amb plantes locals donava molta força al bevedor.
Tanmateix, per arribar al palau i al jardí, calia superar la guàrdia dels gegants "Peluts" que n'eren guardians. Un cop beguda la poció, era possible derrotar aquests "peluts" a la batalla. El nom "Peluts" és gascó, i pel que sembla eren criatures mitològiques semblants als salvatges bascos. La llegenda de les residències màgiques de palaus o criatures mitològiques situades als principals cims dels Pirineus està molt estesa per tota la serra.